# ТЕЦ Самутпракан
13°32′20″ пн. ш. 100°38′13″ сх. д. / 13.53889° пн. ш. 100.63694° сх. д.
ТЕЦ Самутпракан — колишня теплова електростанція в однойменній тайській провінції.
В 1999 році на майданчику станції став до ладу парогазовий блок комбінованого циклу потужністю 122 МВт, в якому дві газові турбіни живили через відповідну кількість котлів-утилізаторів одну парову турбіну.
Як паливо станція споживала природний газ (можливо відзначити, що блакитне паливо подали до провінції Самутпракан ще в першій половині 1980-х років по трубопроводу Бангпаконг — Бангкок-Південь).
Проект реалізували через Samutprakarn Cogeneration Company Limited, засновником якої виступила Sithe Energies — дочірня структура французької Compagnie Générale des Eaux, що займається інвестиціями у енергетику поза межами Франції. В 2000-му проект викупила бельгійська енергетична компанія Tractebel, яка, втім, вже у 2002-му продала Samutprakarn Cogeneration компанії Gulf Electric Public Company Limited (GEC), де власниками виступають тайська Electricity Generating Public Company Limited (EGCO, створена у середині 1990-х шляхом приватизації частини активів згаданої вище EGAT) та японські Electric Power Development (J-POWER) і Mitsui, що мають 50 %, 49 % і 1 % участі відповідно.
Станція отримала 21-річний контракт на викуп 90 МВт потужності державною електроенергетичною компанією Electric Generating Authority of Thailand (EGAT), тоді як надлишкова електроенергія та вироблена технологічна пара в обсягах 35 тони на годину постачались підприємствам сусідньої індустріальної зони. По завершенні гарантованого контракту з EGAT станція була зупинена і до кінця 2020 року повністю демонтована.